# Ruokojärvi (sjö i Varkaus, Norra Savolax)
Ruokojärvi är en sjö i kommunen Varkaus i landskapet Norra Savolax i Finland. Sjön ligger 78,3 meter över havet. Den är 2,3 meter djup. Arean är 97 hektar och strandlinjen är 11,31 kilometer lång. Sjön  ingår i Vuoksens huvudavrinningsområde.   Den ligger omkring 62 kilometer söder om Kuopio och omkring 280 kilometer nordöst om Helsingfors. Söder om Ruokojärvi ligger sjön Kollinen. 